# Oskar Pogorzelec
Oskar Pogorzelec (ur. 9 maja 1995 w Pile) – polski piłkarz, występujący na pozycji bramkarza, od 2021 do 2024 w polskim klubie Kotwica Kołobrzeg. W latach 2014–2015 reprezentant Polski do lat 20. Zawodnik Legii Warszawa, Siarki Tarnobrzeg, MKS Kluczbork, Concordii Elbląg, KKS 1925 Kalisz oraz Bałtyku Koszalin. W 2012 roku wraz z kadrą do lat 17 zajął miejsca 3-4. na młodzieżowych Mistrzostwach Europy.